# Olympische Sommerspiele 2004/Teilnehmer (Ruanda)
| Gelbes Symbol für Goldmedaillen mit stilisierten Olympischen Ringen | Graues Symbol für Silbermedaillen mit stilisierten Olympischen Ringen | Braundes Symbol für Bronzemedaillen mit stilisierten Olympischen Ringen |
| ------------------------------------------------------------------- | --------------------------------------------------------------------- | ----------------------------------------------------------------------- |
| —                                                                   | —                                                                     | —                                                                       |

Ruanda nahm an den Olympischen Sommerspielen 2004 in der griechischen Hauptstadt Athen mit fünf Sportlern, zwei Frauen und drei Männern, teil.

## Teilnehmer nach Sportarten

### Leichtathletik
- Dieudonné Disi
10.000 Meter Männer: 17. Platz

- Mathias Ntawulikura
Marathon Männer: 62. Platz

- Epiphanie Nyirabarame
Marathon Frauen: 54. Platz

### Schwimmen
- Leonce Sekamana
50 Meter Freistil Männer: Vorläufe

- Pamela Girimbabazi
100 Meter Brust Frauen: Vorläufe